# Rondel
Rondelul este o poezie scurtă cu formă fixă, a cărei structură se bazează, ca și balada, pe refren, care a apărut în Franța medievală sub denumirea de rondeau.
Originile rondelului se regăsesc în cântec. La început, rondelul era legat de muzică și dans, astfel că la sfârșitul secolului al XV-lea era considerat o formă muzicală prin excelență. Prin urmare, de la originea sa cel mai important a fost aspectul oral, și anume rimele și refrenul.
Încă din secolul al XIII-lea, rondelul este inserat în romane, acolo unde textul evoca sărbători și dansuri.
În decursul secolelor, forma sa a evoluat. Prima formă clar definită a fost stabilită în Evul Mediu de Adam de la Halle și Guillaume de Machaut, respectiv rondelul simplu (din care în secolul al XVI-lea va deriva trioletul), compus din 7 sau 8 versuri, construit pe două rime; refrenul, constând din 2 versuri, apare la început și la sfârșit, cel de-al patrulea vers reluându-l pe primul.
Această formă a evoluat, crescând în lungime: refrenul va trece întâi la trei versuri, așa numitul rondel terțet (în franceză rondeau tercet) și apoi la patru versuri (în franceză rondeau double) și chiar la cinci versuri (în franceză rondeau cinquain).
Începând cu secolul al XV-lea, rondelul ia o formă nouă, mult folosită în următoarele două secole. Refrenul, (în franceză rentrement), conține în primul emistih al versului 1 revine la sfârșitul celei de-a doua strofe și a celei de-a treia a strofe. Rimele sunt tot în număr de două, iar numărul de versuri variază între 12 și 15. Cel mai reprezentativ poet care a compus rondeluri în această formă a fost Clément Marot. Lungimea versului este variabilă, dar repartiția versurilor pe strofe este fixă. În cazul rondelului de 15 versuri, cele 3 strofe au câte 4, 5 și, respectiv, 6 versuri, ultimul vers din strofa a doua și a treia fiind mai scurt, reprezentând refrenul. Strofele pot avea și 5, 4 și 6 versuri, ca în exemplul următor:
Versul 1 - a (R) (De obicei primul vers este și refren)
Versul  2 - a
Versul  3 - b
Versul  4 - b
Versul  5 - a
Versul  6 - a
Versul  7 - a
Versul  8 - b
Versul  9 - R
Versul  10 - a
Versul  11 - a
Versul  12 - b
Versul  13 - b
Versul  14 - a
Versul  15 - R
În rondel, refrenul joacă un rol primordial, în special din momentul în care acesta devine perfect autonom și se detașează de muzică. Originalitatea și subtilitatea acestui gen liric țin în mare parte de variațiile de sens operate de poet asupra grupului de cuvinte care revine de mai multe ori în poem. Acest procedeu este cunoscut sub denumirea de antanaclază (repetiție a unui cuvânt folosit succesiv cu alte sensuri, din motive stilistice). Acest procedeu permite jocuri de cuvinte care rup monotonia refrenului și creează efectul de surpriză. De aceea, rondelul are un caracter ludic foarte pronunțat.
În Evul Mediu se scriau rondeluri în cadrul unor concursuri de poezie organizate de societățile literare puse sub ocrotirea Fecioarei Maria (în franceză puys), în care amatori și profesioniști rivalizau în ingeniozitate. De la începutul secolului al XVI-lea până la mijlocul celui de-al XVII-lea, poeții prețioși, respinși de grupul de poeți francezi din secolul al XVI-lea cunoscuți sub denumirea de Pleiadă (în franceză Pléiade), au resuscitat acest gen de poezie, făcând din el un gen monden și rafinat, care făcea parte din jocul dragostei, așa cum era el conceput de noblețea din epocă.
Temele din rondeluri sunt aproape mereu legate de dragoste, de celebrarea bucuriilor sale, de evocarea necazurilor pe care aceasta le produce.
Primii poeți francezi care au compus rondeluri remarcabile au fost:
- Guillaume de Machaut (către 1300 - către 1377).
- Eustache Deschamps (către 1346 - către 1406), Poésies.
- Charles d'Orléans (1391 - 1465), Ballades et rondeaux.
- Clément Marot (1496 - 1544), l'Adolescence clémentine.
- Vincent Voiture (1597 - 1648), Poésies.
- Saint-Amant (către 1594 - 1661).

În epoca modernă, poeți ca Alfred de Musset și Théodore de Banville au încercat să perpetueze această formă, dar maniera era puțin artificială.

## Rondelul în literatura română
În literatura română, multe rondeluri a scris Alexandru Macedonski. Scriitorul este autorul celebrelor cicluri, Rondelurile pribege, Rondelurile celor patru vânturi, Rondelurile rozelor, Rondelurile Senei și Rondelurile de porțelan. Cele cinci cicluri au fost publicate în 1927 în volumul postum Poema rondelurilor.
Alt poet român, Leonid Dimov, a publicat în 1970 un volum de rondeluri intitulat Semne cerești.
Mai trebuie citat și Rondelul dopului isteț, publicat de poetul Cicerone Theodorescu în volumul său Un cântec din ulița noastră, Ed. ESPLA, 1953.